# Бенфика (футбольный клуб, Луанда)
«Бенфика Луанда» (порт. Sport Luanda e Benfica) — ангольский футбольный клуб из города Луанда, выступающий в лиге «Жирабола». Домашние матчи проводит на стадионе «Эстадион дос Сокуейрош», вмещающем 12 000 зрителей.

## История
Клуб был создан в 1922 году как филиал лиссабонской «Бенфики» Португалии. Таким образом, у двух «Бенфик» были похожие эмблемы и клубные цвета. «Бенфика Луанда» по состоянию на 2005 год ни разу не выиграла лигу «Жирабола» и Кубок Анголы.
Прозвище клуба — Águias de Luanda, что означает «Орлы Луанды» (орёл также является символом луандийской «Бенфики»). Клуб был основан с названием «Спорт Луанда Бенфика», но позже был переименован в «Санеаменто Рангол». В 2000 году клуб вернулся к первоначальному названию, «Бенфика Луанда». В 2003 году «Бенфика» вылетела во второй дивизион, но уже в 2004 году заняла второе место во втором дивизионе и получила путевку в лигу «Жирабола». В сезоне 2014 года по итогам лиги «Жирабола» «Бенфика Луанда» заняла третье место, тем самым выиграв бронзовую медаль турнира. Кроме того, клуб выиграл в 2014 году Кубок Анголы.

## Достижения
- Обладатель Кубка Анголы: 2014
- Обладатель Суперкубка Анголы: 2007
- Бронзовый призёр Лиги Жирабола: 2009, 2014